# Verkiezingen voor het Europees Parlement 2014/Kandidatenlijst/50PLUS

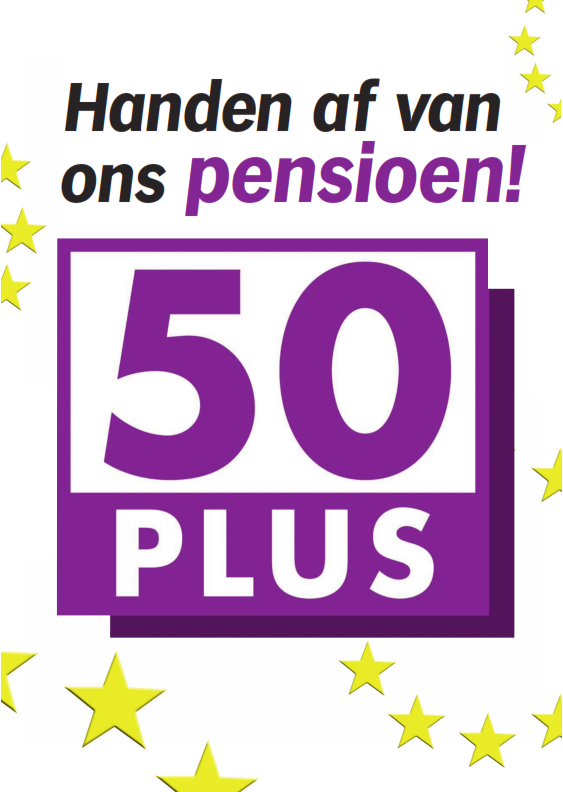
Campagneposter

De kandidatenlijst voor de Europese Parlementsverkiezingen 2014 van 50PLUS (lijstnummer 12) is na controle door de Kiesraad als volgt vastgesteld:
1. Manders A.J.M. (Toine) (m), Asten
2. Heere T.J.M. (Theo) (m), 's-Gravenhage
3. Vosters P.U.J. (Petra) (v), Amstelveen
4. Spooren A.J.M. (Chris) (m), Son en Breugel
5. Hernández Martínez A. (Adriana) (v), 's-Hertogenbosch
6. De Meij O.A.C. (Olga) (v), Amsterdam
7. Van Orsouw J.H.T. (Joop) (m), Oss
8. Wiersma T. (Theun) (m), Opeinde
9. Van Houwelingen J.A. (Jan), (m), Venlo
10. Koopman M. (Maurice) (m), Amersfoort
11. Spijkstra P.T. (Pietsje) (v), Ternaard
12. Leegstra L. (Lissette) (v), Groningen
13. Mulder R.J. (Roelof) (m), Kerk-Avezaath
14. Haasnoot J.H. (Jaap) (m), Katwijk
15. Koornstra R.H.T. (Ruud) (m), Eefde
16. Van de Linde W.B. (Wibo) (m), Nijemirdum
17. Engels-de Groot A.G.M. (Astrid) (v), Huizen
18. Krol H.C.M. (Henk) (m), Eindhoven

CDA-Europese Volkspartij · 
PVV (Partij voor de Vrijheid) ·
P.v.d.A./Europese Sociaaldemocraten ·
VVD ·
Democraten 66 (D66)-ALDE ·
GROENLINKS ·
SP (Socialistische Partij) ·
ChristenUnie-SGP ·
Artikel50 ·
IQ, de Rechten-Plichten-Partij ·
Piratenpartij ·
50PLUS ·
De Groenen ·
Anti EU(ro) Partij ·
Liberaal Democratische Partij ·
JEZUS LEEFT ·
ikkiesvooreerlijk.eu ·
Partij voor de Dieren ·
Aandacht en Eenvoud